# 李纓
李 纓（リ イン、1963年 - ）は、中華人民共和国広東省出身の映画監督。

## 来歴
1984年に広州の学校を卒業後、中国国営放送中国中央電視台（CCTV）で勤務。欧米人監督が撮影したドキュメンタリーを観て衝撃を受け、1989年に日本へ留学。マッサージ師、コック、引越し会社労働者などの職を転々とするうち、偶然、黒澤明の映画を観て自らも映画監督になろうと決意する。1993年、パートナーの張怡と共同で映画会社「龍影」を設立した。
しかし仕事が全くなく困窮していたところ、1997年、CCTVの関係者から南京事件にするドキュメンタリーの撮影助手の仕事を得る。 この業務のために、靖国神社就遊館で行われた「南京入城60周年記念シンポジウム」を取材した際、「日本軍の南京入城のシーンで日本の元軍人が一斉に拍手した」ことに着想を得て、このような場面を集めた靖国神社に関するドキュメンタリーを撮影することを思い付く。

### 映画「靖国 Yasukuni」
「南京大虐殺」のドキュメンタリーで撮った素材を活用して靖国神社に関する作品を制作する提案については、CCTVからも賛同が得られた。折しも、2001年に小泉政権が発足し、靖国神社問題を反日プロパガンダとして利用しようと目論んでいた中国共産党宣伝部の思惑にも合致した。CCTVの業務で撮影した映像を再編集し、また日中合作映画とするため、中国に対して好意的な監督がいる日本の独立系映画製作会社とともに新たなシーンを作って撮影した。追加撮影では、日本人の青年が靖国神社境内で中国人と勘違いされ日本人から集団暴行を加えられるシーンなどが収録された。
中国共産党宣伝部とCCTVの支援で制作した作品であるため、映画『靖国 YASUKUNI』には、中国が反日プロパガンダで使う南京事件に関する「日本人が中国人を斬首する」などの写真が多数使用されている他、靖国神社に不本意に合祀された台湾人が靖国神社境内でデモを行う、参拝者の多くが旧日本軍の軍服を纏い海軍旗を掲げている、靖国神社参拝に抗議する「日本人青年」が中国人と思われて日本人から顔中血まみれになるまで集団暴行を受ける、といった、中国共産党のステレオタイプ的なプロパガンダ映像が随所に盛り込まれている。映画制作費用として文化庁所管独立行政法人日本芸術文化振興会から750万円の助成金を得た
主演の刀鍛冶師である刈谷直治は、取材は日本の伝統工芸の美や保存の努力について中国に紹介したいとの中国人青年の申し出を純粋な動機と受け止めて応じたもので、映画の趣旨も自分が主演者になることも一切事前に知らされず、李纓に騙されて撮影が行われたとして、自らの出演部分の映像の削除を求めている。

### 著作
2011年、著者「神魂颠倒日本国：“《靖国》骚动”的浪尖与潜流)」（「御霊が日本国を顛倒「『靖国』騒動」の波瀾と潜流）を、中国共産党青年団の直属機関である中国青年出版社から出版した。李は同書の中で、自らは日本で「日本映画界に君臨する”怪物”」と称されると述べ、映画『靖国 YASUKUNI』は、「日本社会を根底から揺るがし、首相も巻き込んだ大騒動となった」とした上で、映画が政治問題化した経緯を「日本の右翼政治家が国政調査権を乱用」して映画に検閲を加え、表現の自由、言論の自由を奪ったものと総括。また、主演の刀鍛冶師、刈谷直治が李に騙されて撮影が行われたとマスコミのインタビューで答えていることに対し、刀鍛冶は「実際は映画の趣旨も自分が出演者となることも全て了承していたが、右翼政治家の圧力を受け、日本のマスコミに対し嘘の証言をした」と反駁している。また、この映画を通じて自分は「靖国神社の「御神体」は日本刀であり、終戦まで靖国神社の境内で密かに日本刀が鋳造されていた日本人さえ知らなかった真実」を取り上げ、自分が「日本の高校教科書に初めて「南京大虐殺」について記載させ」映画『靖国 YASUKUNI』は「日本国内でドキュメンタリー映画としては過去最高の観客動員数を記録した」等として功績を列挙している。著書の帯には、CCTVキャスター白岩松、加藤嘉一推薦と記されている。

## 監督作品
- 2H（1999年）
- フェイヤフェイ (2002年)
- 味（2003年）
- 靖国 YASUKUNI（2008年）